# Mario Chosen
Mario Hossen (bg. Марио Хосен) ur. w Płowdiwie) – skrzypek, solista i kameralista mieszkający w Wiedniu.
Urodził się w Bułgarii, wykształcenie muzyczne odebrał w Austrii. Zadebiutował w wieku 8 lat. Ukończył Akademię Muzyczną w Wiedniu z dyplomem wyróżnienia i nagrodą Austriackiego Ministerstwa Kultury za wybitne osiągnięcia artystyczne, a jego profesorem był Michael Frischenschlager, w Polsce znany jako juror Międzynarodowego Konkursu Skrzypcowego im. H. Wieniawskiego w Poznaniu.
Chosen współpracował między innymi z takimi orkiestrami jak Royal Philharmonic Orchestra, English Chamber Orchestra i Wiener Kammerorchester. Występował w Carnegie Hall w Nowym Jorku czy Konzerthaus w Wiedniu. Koncertował również w salach Włoch, Hiszpanii, Turcji, Albanii, Meksyku, Węgier, Rosji, Chin i Japonii. Otrzymał wiele prestiżowych nagród i odznaczeń muzycznych. Jest także dyrektorem artystycznym Orpheus Academy Orchestra i dyrektorem International Music Academy Orpheus, jak też profesorem nadzwyczajnym na New Bulgarian University w Sofii i w Escuela Superior de Música Reina w Madrycie.
Koncertuje na skrzypcach Giovanniego Battisty Guadagniniego, powstałych w 1749 roku i będących własnością Österreichische Nationalbank. Współcześni kompozytorzy, tacy jak Rainer Bischof, Walter Baer, Georghi Arnaoudov, F.P. Descamps, Alessandro Solbiati i Tomás Marco zadedykowali mu swoje utwory.